# Кругова порука
Кругова порука — групова солідарна відповідальність, коли усі члени групи відповідають за обставини одного. Походить від звичаєвого права та племінних традицій селянської громади Середніх Віків.
В історіографії термін використовується для позначення відповідальності сільської общини за податки і поведінку своїх членів. Інколи термін позначає згоду членів групи з діями будь-якого зі своїх членів, а також його підтримка, пасивна чи активна. Часто використовується у негативному сенсі.

## У бізнесі
Колективна відповідальність широко застосовується в корпораціях, де вся робоча сила несе відповідальність за недосягнення корпоративних цілей (наприклад, цільових показників прибутку), незалежно від ефективності окремих осіб або команд.  Колективне покарання навіть включаючи заходи, які ще більше завдають шкоди перспективі досягнення цілей, застосовуються як захід «навчання» робочої сили.

## У культурі
Концепція колективної відповідальності присутня в літературі, особливо у поемі Семюела Тейлора Колріджа « The Rime of the Ancient Mariner », що розповідає історію екіпажу корабля, який помер від спраги після того, як вони схвалили вбивство одним членом екіпажу.
« Бен-Гур » 1959 року та тюремна кримінальна драма 1983 року « Погані хлопці » зображують колективну відповідальність і покарання. У п’єсі Дж. Б. Прістлі «Інспектор дзвонить» також присвячена тема колективної відповідальності протягом усього процесу розслідування. 

## У політиці
У деяких країнах з парламентською системою існує конвенція, згідно з якою всі члени кабінету повинні публічно підтримувати всі урядові рішення, навіть якщо вони з ними не погоджуються. Члени кабінету, які бажають висловити інакомислення або публічно заперечити, повинні подати у відставку або бути звільненими. 
Внаслідок колективної відповідальності весь урядовий кабінет повинен піти у відставку, якщо парламент висловив йому недовіру .

## В законі
Якщо за одним і тим самим зобов’язанням несуть відповідальність дві чи більше осіб, розмір їх спільної відповідальності різниться в різних юрисдикціях.